# Parametra granulata
Parametra granulata is een haarster uit de familie Thalassometridae.
De wetenschappelijke naam van de soort werd in 1913 gepubliceerd door Austin Hobart Clark.